# Cleora parviorata
Cleora parviorata là một loài bướm đêm trong họ Geometridae.